# Wellington Rocha
Wellington Rocha (født 4. oktober 1990) er en østtimorisk fodboldspiller.

## Østtimors fodboldlandshold
| Østtimors landshold | Østtimors landshold | Østtimors landshold |
| År                  | Kmp                 | Mål                 |
| ------------------- | ------------------- | ------------------- |
| 2012                | 4                   | 0                   |
| Total               | 4                   | 0                   |